# Harry Wyld
Harry Wyld (n. 5 iunie 1900, Mansfield, Anglia, Regatul Unit al Marii Britanii și Irlandei – d. 5 aprilie 1976, Derby, Anglia, Regatul Unit) a fost un ciclist de performanță britanic, medaliat olimpic. A participat la 2 ediții ale Jocurilor Olimpice (1924, 1928) în care a câștigat o medalie de bronz.